# Miss Earth México 2014
Miss Earth México 2014 fue la 8.ª edición del certamen Miss Earth México la cual se realizó en el Salón 53 de la ciudad de Culiacán, Sinaloa el sábado 20 de septiembre de 2014. Treinta y dos candidatas de toda la República Mexicana compitieron por el título nacional, el cual fue ganado por Yareli Carrillo de Sinaloa quien compitió en Miss Tierra 2014 en Filipinas logrando colocarse dentro del Top 16. Carrillo fue coronada por la Miss Earth México saliente Kristal Silva, convirtiéndose en la primera sinaloense en ir a Miss Tierra.
Posteriormente la organización nacional hizo designaciones hacía los concursos de los cuales era miembro: El 27 de septiembre se hizo oficial la designación de Mónica Carrillo de Nayarit rumbo a Miss Teen Earth 2014 en Panamá logrando colocarse como 1.ª Finalista, obteniendo la corona de Miss Teen Earth-Air 2014. En octubre se hizo oficial la designación de Andrea Zenteno de Chiapas rumbo a Miss Heritage Global 2014 en Sudáfrica logrando colocarse dentro del Top 10 y obtener la corona de Miss Heritage North America. En octubre se hizo oficial la designación de Marcella Rizo de Colima rumbo a Miss West Indies 2015 en San Martín logrando colocarse como 2.ª Finalista. El día 8 de octubre se hizo oficial la designación de Alma Guzmán de Baja California Sur rumbo a Miss Turismo Latino 2014 en Ecuador. El día 17 de noviembre se hizo oficial la designación de Liliana Rodríguez de Coahuila rumbo a Miss Expo World 2014 en Guatemala, sin embargo no se concretó su participación. En enero de 2015 se hizo oficial la designación de Yareli Carrillo de Sinaloa rumbo a Miss Eco Queen 2015 en Egipto logrando colocarse como 4.ª Finalista. El día 2 de julio de 2015 se hizo oficial la designación de Alma Guzmán de Baja California Sur rumbo a Miss Exclusive of the World 2015 en Turquía logrando colocarse dentro del Top 20. Así mismo el 6 de noviembre fue designada rumbo a Miss Bikini Universe 2015 en China logrando colocarse dentro del Top 12. El día 8 de julio de 2015 se hizo oficial la designación de Andrea Zenteno de Chiapas rumbo a Miss Globe 2015 en Canadá logrando colocarse dentro del Top 15. El día 25 de septiembre de 2015 se hizo oficial la designaicón de Liliana Rodríguez de Coahuila rumbo a Embajadora Mundial del Turismo 2016 en Ecuador logrando colocarse como 2.ª Finalista. El día 12 de octubre de 2015 se hizo oficial la designación de Sugheidy Willie de Nuevo León rumbo a Top Model of the Universe 2015 en Ecuador sin embargo no se concretó su participación, en enero de 2016 se le asignó rumbo a Reina Internacional del Trópico 2016 en Honduras obteniendo la corona por primera vez para el país.

## Resultados
| Posición               | Candidata |
| Miss Earth México 2014 | - Sinaloa - Yareli Carrillo |
| Miss Earth Air 2014    | - Chiapas - Andrea Centeno |
| Miss Earth Water 2014  | - Colima - Marcella Rizo |
| Miss Earth Fire 2014   | - Baja California Sur - Alma Guzmán |
| Top 8                  | - Nayarit - Mónica Carrillo - Sonora - Karla Serrano - Veracruz - Florencia Arano - Zacatecas - Ariadna Rosales |

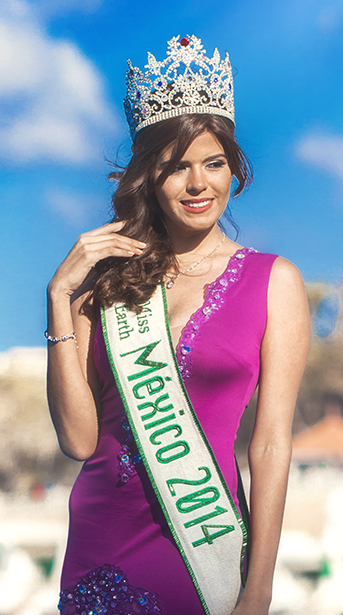
Yareli Carrillo
Miss Earth Sinaloa 2014, Miss Earth México 2014 y semifinalista en Miss Tierra 2014.

| Top 16                 | - Aguascalientes - María José Torrado - Chihuahua - Ana Victoria Fernández - Coahuila - Liliana Rodríguez - Guerrero - Lilibeth Moreno - Michoacán - Cristina Cortés - Puebla - Melvi Pelzer - Querétaro - Ximena Galván - Tabasco - Xiomara Luna |

## Áreas de competencia

### Semifinal
Días antes de la final nacional, se llevó a cabo la competencia semifinal y concurso de trajes típicos en la ciudad de Los Mochis, Sinaloa, en donde las participantes desfilaron en traje de bajo y vestido de noche, en el cual fueron calificadas para seleccionar al grupo de 16 semifinalistas que se darían a conocer en la noche final, así mismo se entregaron algunos reconocimientos especiales.

### Final
La gala final fue transmitida en vivo vía satélite a través del canal 52 MX para todo México desde el Salón 53 de la ciudad de Culiacán, Sinaloa el sábado 20 de septiembre de 2014. La conducción del evento estuvo a cargo de Carolina Lau y Patricio Cabezut.
El grupo de 16 semifinalistas se dio a conocer durante la competencia final: todas ellas seleccionadas por un jurado preliminar, donde eligieron a las concursantes que más destacaron en las tres áreas de competencia durante la etapa preliminar.
- Las 16 semifinalistas desfilaron en una nueva ronda en traje de baño y traje de noche, además de contestar preguntas que fueron enviadas por el público usuario, a través del correo electrónico oficial de Miss Earth México, donde salieron de la competencia 8 de ellas.
- Las 8 finalistas contestaron lo que piensan sobre diversos #Hashtag previamente seleccionados, esta respuesta fue contra reloj pues tenían 20 segundos para contestar, procurando ser lo más exactas y claras posibles. De esta manera el panel de jueces consideró la impresión general que dejó cada una de las finalistas para votar y definir a las ganadoras de los 4 elementos.

#### Jurado
Ellos fueron los mismos jueces en la competencia semifinal y en la competencia final.
- Gala Alina - Conductora de televisión y actriz
- Magda Rodríguez - Productora de televisión
- Isaura Espinoza - Actriz de televisión
- Oscar Cabrero - Publicista
- Irma Cebada – Coordinadora Nacional de Franquicias Internacionales de Miss Earth Méxio
- Elidia López - Presidenta del Patronato del Centro de Integración Juvenil A.C.
- Marco Antonio Bautista - Empresario
- Rosario Simancas - Señorita Sinaloa 1990 y Reina del Carnaval de Mazatlán 1989
- Guillermo Rebollado - Empresario y productor cinematográfico
- Cynhia Velarde - Empresaria

### Premios Especiales
| Premio                    | Candidata                           |
| Miss Amistad              | - Sonora - Karla Serrano            |
| Miss Fotogénica           | - Sonora - Karla Serrano            |
| Miss Figura               | - Colima - Marcella Rizo            |
| Miss Internet             | - Jalisco - Haydee Vizcaíno         |
| Miss Elegancia            | - Campeche - Ana Laura Sánchez      |
| Mejor en Vestido de Noche | - Sinaloa - Yareli Carrillo         |
| Mejor Traje Típico        | - Nayarit - Mónica Carrillo         |
| Mejor Traje Estilizado    | - San Luis Potosí - Zeltzin Larraga |

## Candidatas
| Estado              | Candidata                         | Edad | Estatura | Residencia       |
| Aguascalientes      | María José Torrado Rodríguez      | 23   | 1.70     | Aguascalientes   |
| Baja California     | Adriana Fairuz Assad de la Torre  | 21   | 1.68     | Tijuana          |
| Baja California Sur | Alma Gloria Guzmán Rito           | 23   | 1.76     | Los Cabos        |
| Campeche            | Ana Laura Sánchez Valencia        | 24   | 1.68     | Campeche         |
| Chiapas             | Andrea Celeste Zenteno Vázquez    | 19   | 1.72     | Tonalá           |
| Chihuahua           | Ana Victoria Fernández Andujo     | 18   | 1.75     | Chihuahua        |
| Coahuila            | Liliana Rodríguez Saucedo         | 23   | 1.75     | Ramos Arizpe     |
| Colima              | Marcella Rizo García              | 21   | 1.80     | Colima           |
| Distrito Federal    | Andrea Palomares Hernández        | 21   | 1.70     | Ciudad de México |
| Durango             | Angelina Galván González          | 18   | 1.70     | Canatlán         |
| Estado de México    | Theily Juliana Santos Montiel     | 22   | 1.71     | Toluca           |
| Guanajuato          | Pamela Gabriela Gasca Cruz        | 24   | 1.74     | León             |
| Guerrero            | Lilibeth Moreno Loaeza            | 20   | 1.73     | Acapulco         |
| Hidalgo             | Lesly Sarai Zequera               | 23   | 1.72     | Pachuca          |
| Jalisco             | Haydee del Carmen Vizcaíno Moreno | 23   | 1.74     | Guadalajara      |
| Michoacán           | Cristina Cortés Calderón          | 18   | 1.76     | Santa Ana Maya   |
| Morelos             | Sofía Sáenz Vigiola               | 19   | 1.72     | Cuernavaca       |
| Nayarit             | Mónica Lizbeth Carrillo Coronado  | 18   | 1.70     | Acaponeta        |
| Nuevo León          | Sugheidy Yasmín Willie Sauceda    | 24   | 1.71     | Monterrey        |
| Oaxaca              | Karla Méndez Hernández            | 18   | 1.70     | Oaxaca           |
| Puebla              | Mervi Alejandra Pelzer Rugerio    | 21   | 1.76     | Puebla           |
| Querétaro           | Sigal Ximena Galván Friedman      | 21   | 1.75     | Querétaro        |
| Quintana Roo        | Wendy Thalía Nadal Alcocer        | 19   | 1.71     | Playa del Carmen |
| San Luis Potosí     | Angélica Zeltzin Larraga García   | 18   | 1.73     | San Luis Potosí  |
| Sinaloa             | Yareli Guadalupe Carrillo Salas   | 22   | 1.80     | Culiacán         |
| Sonora              | Karla Edith Serrano Echave        | 18   | 1.72     | Ciudad Obregón   |
| Tabasco             | Xiomara Luna Ruiz                 | 21   | 1.70     | Villahermosa     |
| Tamaulipas          | Rebeca Alicia Pérez Amor          | 21   | 1.81     | Tampico          |
| Tlaxcala            | Ruth Guadalupe Vargas García      | 23   | 1.68     | Tlaxcala         |
| Veracruz            | Lidia Florencia Arano Herrera     | 20   | 1.72     | Tierra Blanca    |
| Yucatán             | Emma Eugenia Magaña Vallejo       | 20   | 1.72     | Mérida           |
| Zacatecas           | Ariadna Yeraldine Rosales López   | 22   | 1.68     | Zacatecas        |

## Sobre los Estados en Miss Earth México 2014

### Reemplazos
- Distrito Federal - Jennifer Gutiérrez renunció al título estatal y a su participación en la competencia nacional debido a cuestiones personales. Fue reemplazada por Andrea Palomares.

## Crossovers
| Miss Tierra - 2014: Sinaloa - Yareli Carrillo (Top 16) Miss Eco Queen - 2015: Sinaloa - Yareli Carrillo (4.ª Finalista) Miss Heritage - 2014: Chiapas - Andrea Zenteno (Top 10) Miss Exclusive of the World - 2015: Baja California Sur - Alma Guzmán (Top 20) Miss Globe - 2015: Chiapas - Andrea Zenteno (Top 15) Miss West Indies - 2014: Colima - Marcella Rizo (2.ª Finalista) Miss Bikini Universe - 2015: Baja California Sur - Alma Guzmán (Top 12) Miss Turismo Latino - 2014: Baja California Sur - Alma Guzmán (2.ª Finalista) Embajadora Mundial del Turismo - 2015: Coahuila - Liliana Rodríguez (2.ª Finalista) Miss Expo World - 2014: Coahuila - Liliana Rodríguez (No Compitió) Miss Turismo Mundo - 2014: Estado de México - Theily Montiel Miss Turismo Universo - 2015: Estado de México - Theily Montiel (Top 16) Miss Tourism Planet - 2017: Estado de México - Theily Montiel (1.ª Finalista) Miss Multiverse - 2015: Sinaloa - Yareli Carrillo (No Compitió) Top Model of the Universe - 2015: Nuevo León - Sugheidy Willie (No Compitió) Reina Internacional del Trópico - 2016: Nuevo León - Sugheidy Willie (Ganadora) Reinado Internacional del Arroz - 2015: Michoacán - Cristina Cortés Miss Hispanoamérica Internacional - 2015: Veracruz - Florencia Arano Miss Emerald International - 2020: Nuevo León - Sugheidy Willie (Top 7) Belleza Internacional de las Fiestas Septembrinas - 2015: Puebla - Mervi Pelzer N1 Model of the World - 2014: Aguascalientes - María José Torrado Miss Teen Earth - 2014: Nayarit - Mónica Carrillo (Miss Teen-Air) Nuestra Belleza México - 2017: Chiapas - Andrea Zenteno - 2017: Sinaloa - Yareli Carrillo (Top 5) - 2017: Tamaulipas - Rebeca Amor (Top 10) - Representando a Nuevo León Miss México - 2023: Nayarit - Mónica Carrillo (4.ª Finalista) - 2016: Coahuila - Liliana Rodríguez Señorita México (Miss México) - 2014: Estado de México - Theily Montiel (Ganadora) Miss Belleza Turismo México - 2015: Veracruz - Florencia Arano (Ganadora) Miss Globe México - 2016: Chihuahua - Ana Victoria Fernández - 2016: Yucatán - Emma Magaña Miss Emerald México - 2020: Nuevo León - Sugheidy Willie (Designada) Miss Teen Earth México - 2014: Nayarit - Mónica Carrillo (Designada) Miss Earth Baja California Sur - 2013: Baja California Sur - Alma Guzmán | Miss Earth Distrito Federal - 2014: Distrito Federal - Andrea Palomares Miss Earth Yucatán - 2013: Yucatán - Emma Magaña (Miss Earth Yucatán-Air) Mexicana Universal Nayarit - 2017: Nayarit - Mónica Carrillo (1.ª Finalista) Mexicana Universal Veracruz - 2018: Veracruz - Florencia Arano Nuestra Belleza Aguascalientes - 2014: Aguascalientes - María José Torrado Nuestra Belleza Baja California - 2014: Baja California - Adriana Assad Nuestra Belleza Chiapas - 2016: Chiapas - Andrea Zenteno (Designada) Nuestra Belleza Coahuila - 2014: Coahuila - Liliana Rodríguez Nuestra Belleza Colima - 2013: Colima - Marcella Rizo Nuestra Belleza Hidalgo - 2014: Hidalgo - Lesly Zequera Nuestra Belleza Jalisco - 2012: Jalisco - Haydee Vizcaíno Nuestra Belleza Nuevo León - 2016: Tamaulipas - Rebeca Amor (Ganadora) - 2013: Nuevo León - Sugheidy Willie (3.ª Finalista) Nuestra Belleza Puebla - 2016: Puebla - Mervi Pelzer (Top 5) - 2012: Puebla - Mervi Pelzer Nuestra Belleza Sinaloa - 2016: Sinaloa - Yareli Carrillo (1.ª Finalista) Nuestra Belleza Sonora - 2014: Sonora - Karla Serrano Nuestra Belleza Tamaulipas - 2013: Tamaulipas - Rebeca Amor Nuestra Belleza Veracruz - 2014: Veracruz - Florencia Arano (2.ª Finalista) Nuestra Belleza Zacatecas - 2013: Zacatecas - Bertha García Miss Ciudad de México - 2017: Tabasco - Xiomara Luna Miss Coahuila - 2016: Coahuila - Liliana Rodríguez (Designada) Miss Michoacán - 2017: Michoacán - Cristina Cortés Miss Nayarit - 2021: Nayarit - Mónica Carrillo (Ganadera) Señorita Estado de México - 2014: Estado de México - Theily Montiel (Ganadora) Miss Belleza Turismo Veracruz - 2015: Veracruz - Florencia Arano (Ganadora) Miss Globe Chihuahua - 2016: Chihuahua - Ana Victoria Fernández (Designada) Miss Globe Yucatán - 2016: Yucatán - Emma Magaña (Ganadora) Reina de la Feria de Todos los Santos Colima - 2010: Colima - Marcella Rizo Reina de la Feria de San Marcos - 2014: Aguascalientes - María José Torrado Embajadora del Orgullo Nayarita - 2014: Nayarit - Mónica Carrillo (Ganadora) Señorita Tec de Monterrey - 2005: Guanajuato - Pamela Gasca (Ganadora) Señorita UG - 2010: Guanajuato - Pamela Gasca (Ganadora) |